# كاتدرائية إيلي
كاتدرائية إيلي (بالإنجليزية: Ely Cathedral)‏ المعروفة رسميًا بكاتدرائية كنيسة الثالوث المقدس وغير مقسم الجوهر هي كاتدرائية أنجليكية تقع في مدينة إيلي بمقاطعة كامبريدجشير في إنجلترا. يمكن تقصي أصل الكاتدرائية إلى كنيسة الدير التي تأسست في مدينة إيلي على يد القديسة إيثلثريث (المعروفة أيضًا باسم إيثلدريدا) في عام 672. تعود الأجزاء الأقدم من المبنى الحالي إلى عام 1083. حصل الدير على وضع كاتدرائية في عام 1109. كانت الكاتدرائية مكرَّسة للقديسة إيثلدريدا والقديس بطرس حتى فترة الإصلاح. أعيد بعدها تأسيسها من جديد تحت اسم كاتدرائية كنيسة الثالوث المقدس وغير مقسم الجوهر في إيلي. تعد الكاتدرائية مقر أبرشية إيلي التي تغطي معظم أجزاء مقاطعة كامبريدجشير وغربي نورفك وإسكس وبيدفوردشير. كذلك تعد الكاتدرائية مقر أسقف إيلي وأحد مساعديه الأسقفيين ألا وهو أسقف هانتنغدون.
أما من الناحية العمرانيَّة فتتميز كاتدرائية إيلي من حيث حجمها والتفاصيل النمطية التي تتسم بها. بنيت الكاتدرائية على النمط الرومانسكي. أعيد بناء الرواق الجليلي والمصلي الكنسي المريمي والجوقة على نمط قوطي مزخرف مفعم المعالم.
تعد الكاتدرائية وجهة سياحية كبرى، وتستقبل ما يناهز عن 250 ألف زائر سنويًا. تقام الصلوات الصباحية والمسائية في الكاتدرائية بشكل يومي.

## الثقافة الشعبية
- تظهر الكاتدرائية في الأفق من بعيد على صورة غلاف ألبوم "ذا ديفيجن بيل" (1994) لفرقة الروك بينك فلويد.[4]
- صوِّر مقطع من فيلم "إليزابيث: العصر الذهبي" في الكاتدرائية خلال شهر يونيو من عام 2006.
- صوِّر فيلم "فتاة بولين الأخرى" في الكاتدرائية خلال شهر أغسطس من عام 2007.
- ظهرت الكاتدرائية في مشاهد من مسلسل نتفلكس الأصلي "التاج".
- صورت مشاهد من فيلم "مايسترو" (2023) في كاتدرائية إيلي خلال الفترة من يوم 20 حتى يوم 22 أكتوبر عام 2022.[5]